# Bisbat de Coatzacoalcos
El bisbat de Coatzacoalcos (castellà:  Diócesis de Coatzacoalcos, llatí: Dioecesis Coatzacoalsensis) és una seu de l'Església Catòlica a Mèxic, sufragània de l'arquebisbat de Jalapa, i que pertany a la regió eclesiàstica Golfo. L'anyl 2013 tenia 895.000 batejats sobre una població d'1.054.000 habitants. Actualment està regida pel bisbe Rutilo Muñoz Zamora.

## Territori
La diòcesi comprèn la part meridional de l'estat mexicà de Veracruz, amb els municipis d'Agua Dulce, Coatzacoalcos, Cosoleacaque, Hidalgotitlán, Ixhuatlán del Sureste, Las Choapas, Minatitlán, Moloacán, Nanchital, Pajapan, Uxpanapa i Zaragoza.
La seu episcopal és la ciutat de Coatzacoalcos, on es troba la catedral de Sant Josep.
El territori s'estén sobre 10.500  km², i està dividit en 25 parròquies.

## Història
La diòcesi va ser erigida el 14 de març de 1984, mitjançant la butlla Plane conscii del Papa Joan Pau II, prenent el territori del bisbat de San Andrés Tuxtla.

## Cronologia episcopal
- Carlos Talavera Ramírez † (14 de març de 1984 - 24 de setembre de 2002 jubilat)
- Rutilo Muñoz Zamora, des del 24 de setembre de 2002

## Estadístiques
A finals del 2013, la diòcesi tenia 895.000 batejats sobre una població d'1.054.000 persones, equivalent al 84,9% del total.
| any  | població | població  | població | sacerdots | sacerdots       | sacerdots       | sacerdots             | diaques | religiosos | religiosos | parròquies |
| ---- | -------- | --------- | -------- | --------- | --------------- | --------------- | --------------------- | ------- | ---------- | ---------- | ---------- |
| any  | batejats | total     | %        | total     | clergat secular | clergat regular | batejats por sacerdot | diaques | homes      | dones      |            |
| 1990 | 715.000  | 890.000   | 80,3     | 38        | 27              | 11              | 18.815                | 2       | 14         | 69         | 22         |
| 1999 | 918.993  | 1.031.344 | 89,1     | 50        | 40              | 10              | 18.379                | 4       | 13         | 76         | 24         |
| 2000 | 886.240  | 1.113.594 | 79,6     | 49        | 40              | 9               | 18.086                | 4       | 18         | 70         | 24         |
| 2001 | 849.469  | 1.039.562 | 81,7     | 50        | 44              | 6               | 16.989                | 4       | 15         | 75         | 24         |
| 2002 | 857.408  | 1.039.558 | 82,5     | 48        | 42              | 6               | 17.862                | 4       | 13         | 74         | 24         |
| 2003 | 824.246  | 1.030.068 | 80,0     | 51        | 46              | 5               | 16.161                | 4       | 14         | 80         | 25         |
| 2004 | 878.899  | 1.080.699 | 81,3     | 47        | 41              | 6               | 18.699                | 3       | 14         | 91         | 25         |
| 2006 | 795.419  | 988.553   | 80,5     | 52        | 46              | 6               | 15.296                | 3       | 13         | 91         | 25         |
| 2013 | 895.000  | 1.054.000 | 84,9     | 62        | 61              | 1               | 14.435                | 1       | 2          | 75         | 25         |